# 1992 en architecture
| Années de l'architecture : 1989 - 1990 - 1991 - 1992 - 1993 - 1994 - 1995    |
| Décennies de l'architecture : 1960 - 1970 - 1980 - 1990 - 2000 - 2010 - 2020 |

Cet article présente les faits marquants de l'année 1992 en architecture.

## Réalisations
- 12 avril : ouverture de Euro Disneyland à Marne-la-Vallée.
- 27 juin : inauguration de la Torre de Collserola à Barcelone dessinée par Norman Foster.
- 31 octobre : inauguration du Kunsthal de Rotterdam, conçu par Rem Koolhaas.
- 30 décembre : inauguration du Théâtre national du Ghana
- Construction de la tour de la radio et télévision centrale à Pékin.
- Construction de la tour Central Plaza à Hong Kong.
- Construction de la United Overseas Bank Plaza One à Singapour.
- Construction du Bank of America Corporate Center à Charlotte en Caroline du Nord.
- Construction de la tour SunTrust Plaza, de la tour Bank of America Plaza et de la tour GLG Grand à Atlanta.
- Construction de la tour 225 South Sixth à Minneapolis.
- Construction de la tour de télévision Telemax à Hanovre.
- Construction de la tour de télévision Zizkov à Prague.
- Inauguration du parc André-Citroën à Paris dessiné par les paysagistes Gilles Clément et Allain Provost et les architectes Patrick Berger, Jean-François Jodry et Jean-Paul Viguier.

## Événements
- 20 avril - 12 octobre : Exposición Universal de Sevilla :
  - Pont de l'Alamillo de Santiago Calatrava Valls
- 15 mai - 15 août : Genoa Expo '92, Gênes :

## Récompenses
- Grand Prix de l'urbanisme : Antoine Grumbach.
- Grand prix national de l'architecture : Christian de Portzamparc.
- Prix Pritzker : Alvaro Siza.
- Médaille Alvar Aalto : Glenn Murcutt.

## Naissances
- x

## Décès
- 25 juin : James Stirling (° 22 avril 1926).